# 神聖ローマ皇帝

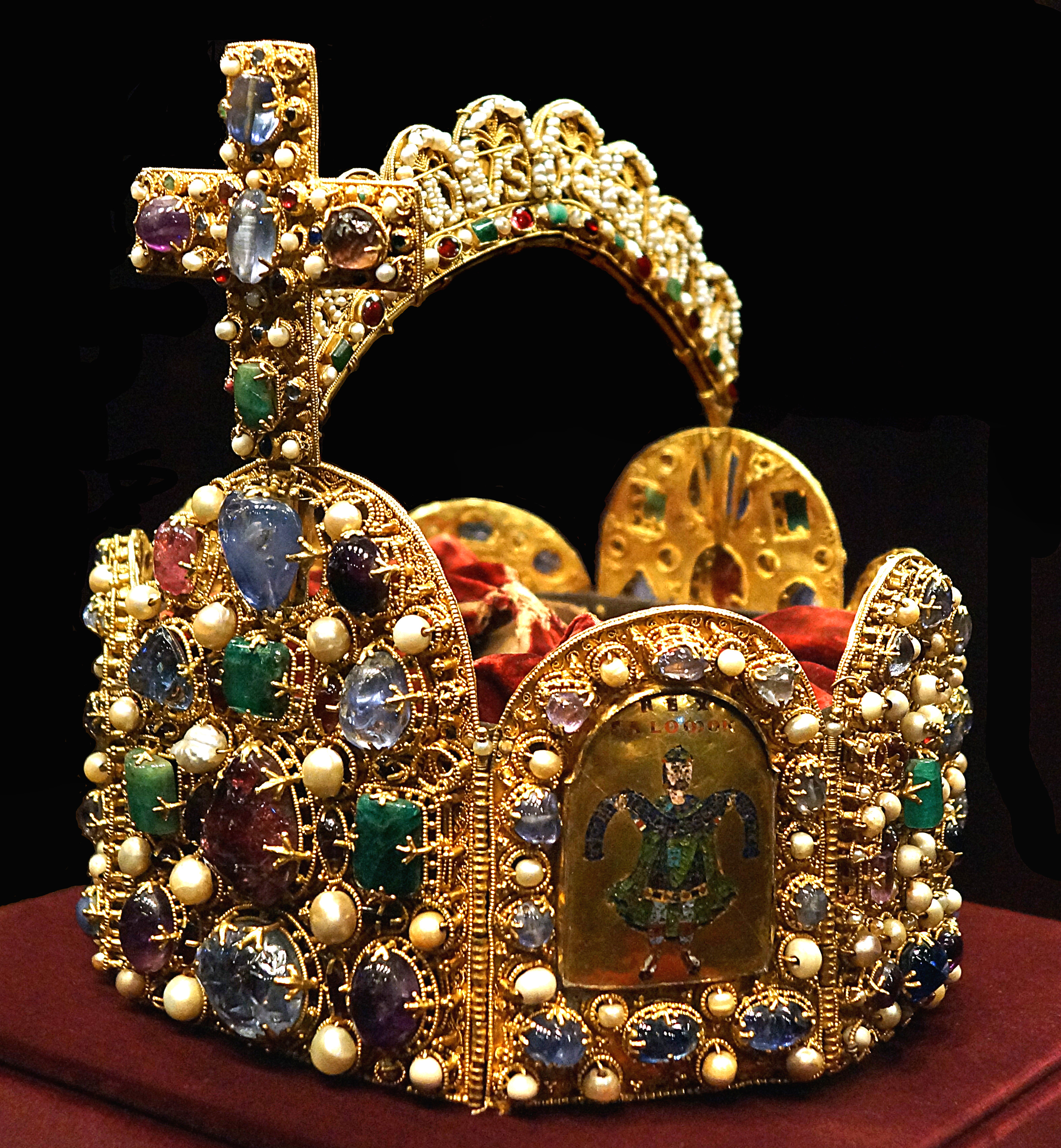
神聖ローマ皇帝冠

主に使用されていた神聖ローマ帝国旗

神聖ローマ皇帝（しんせいローマこうてい、ドイツ語: Römisch-deutscher Kaiser, ラテン語: Imperator Romanus Sacer）は、神聖ローマ帝国の皇帝。より広い意味では中近世の西ヨーロッパにおける世俗の国を超えた最高権威である。カール大帝以降を指す場合とオットー1世以降に限る場合がある。

## 概要
「神聖ローマ皇帝」とは古代ローマ皇帝や東ローマ皇帝と区別するための歴史学的用語で、実際には同一の称号として単に皇帝、あるいはローマ人の皇帝（ラテン語: Romanorum Imperator、ドイツ語: Kaiser der Römer）と称していた。たとえば初代カール大帝の称号は「至尊なる尊厳者、神により戴冠されし、偉大にして平和的な、ローマ帝国を統治する皇帝」である。近世以降定着した公式称号は「神の恩寵によるローマ皇帝、永遠なる尊厳者」となり、いずれも「神聖」という言葉が付いていない。
カール大帝の時代はイタリア・ドイツ・フランスを統合したフランク王国を統治していたが、一度消えた帝位を復興したオットー1世以降の実効支配はフランスの大部分を欠いていた。近世に入るとさらにドイツ周辺に限定されたことでドイツ皇帝とも通称される。ローマを領有せずローマ皇帝を称するのは奇妙に見えるが、3世紀末のテトラルキア以来の皇帝は自らを承認する元老院にローマを任せて離れていたので、元老院に成り代わったカトリック教会に承認されていればローマ皇帝を名乗るに足りた。そして古代帝国の伝統を受け継ぐ「ローマ」の権威は、古代にローマ帝国領だったスペインやイギリスにまでもある程度及んでいた。

## 歴史
帝位は北イタリアを征服したフランク国王カール1世が西暦800年に皇帝として戴冠したことにより西ヨーロッパにおける覇権的君主として成立した。カールが自ら望んだものではなくローマ元老院の代行者たるローマ総主教、すなわちカトリックの教皇から任命されたものだった。当時の西ヨーロッパはコンスタンティノープルのローマ皇帝（東ローマ皇帝）を宗主として仰いでいたが、ローマとギリシャの間には宗教的対立が起きていた。折しもギリシャでは皇帝コンスタンティノス6世が母エイレーネーによって廃位させられ、エイレーネーが自ら史上初のローマ女帝として君臨していた。ローマ教皇はこれを認めず独自の皇帝としてカール大帝を擁立したのである。
新たな帝位の確立は西ヨーロッパがギリシャから完全に独立したことを示していた。帝位はカトリックと密接に結びついており、また神聖ローマ皇帝であるからにはイタリア王であることを前提とした。カール大帝の帝国は後に分裂したが962年に東フランク王国、すなわちドイツ国王であるオットー1世がイタリア王を兼ねて神聖ローマ皇帝として戴冠し、それから帝権はドイツ王権も前提とした。皇帝はドイツとイタリアで国法上最も重要な位置を占め、指導的役割を担った。ドイツ国王は帝位を独占した上でさらにブルグント国王を兼ね、三つの王権が帝権に集約されたことにより皇帝は中世を通じてヨーロッパの世俗権威の頂点だった。
なお中世を通してローマで教皇に戴冠されるまで王は皇帝を名乗ることができず、戴冠前の事実上のドイツ国王は「ローマ王」を称した。帝位自体には権能が無く、教皇に認められた実力者に与えられる名誉称号だった。しかしそれだけにかえって威光は絶大で、特にオットー1世以後13世紀のホーエンシュタウフェン朝断絶にいたるまでの、いわゆる「三王朝時代」の皇帝は教皇と西ヨーロッパ的キリスト教世界の権威と権力を二分していた。無論、この権威は西ヨーロッパでしか通用せず東ローマ帝国の皇帝は西の皇帝をあくまでフランク人（西ヨーロッパ人）の皇帝と見ていた。
シュタウフェン朝の断絶以後、帝位は100年近く途絶えた。既に帝位の前提となって久しいローマ王の権力でさえハプスブルク家のルドルフ1世の即位まで空白となる「大空位時代」となり王権・帝権は著しく衰退した。王位は世襲もままならず、皇帝になるためのローマ遠征ができない王も多く出た。その間にドイツ諸侯には様々な特権が付され、イタリアは都市国家が乱立し、ブルグントはフランスに併合されていった。この時代から普遍的皇帝理念と現実の皇帝の政治権力の間にかなりの乖離が見られるようになった。
したがって中世後期以降は帝権の及ぶ範囲は現在のドイツとその周辺に限られるようになり、さらに皇帝の政策を見ても帝国や帝権の利害よりは自分の家門を強化することを重視するようになった。皮肉にも神聖ローマ帝国という国号が定着するのはこの頃である。帝位の前提となるローマ王（ドイツ王）選挙にも教皇や外部の王権が介入したが、1356年にカール4世は金印勅書を発して、国王選挙に参与する選帝侯の地位を固定し、その世襲を明確化した上で選挙によって選ばれた国王がただちに皇帝としての権力を得ると定め帝権の自律性を高めた。
その後、ハプスブルク家の皇帝フリードリヒ3世は治世が長きに及んで王位世襲に成功し、息子マクシミリアン1世は諸侯の要請で帝国を改造し、今でいう国家連合に近い体制を整えた。マクシミリアン1世もまたローマ遠征を成し遂げられなかったローマ王だったが、教皇からは「選ばれしローマ皇帝」の称号を贈られた。以後、ローマ王（ドイツ王）は無条件で名実共に皇帝と認められるようになり、代わりにローマとの関りを失って実質ドイツ皇帝という状態が定着した。
一方で初代カール大帝の頃には帝国の一部だったフランスも帝位（厳密にはローマ王位）獲得に挑戦する資格を有し続けており、フィリップ3世、フランソワ1世、ルイ14世の三人が実際に帝位を狙った。特にフランソワ1世とカール5世（マクシミリアン1世の孫）による選挙戦は熾烈を極めた。皇帝に選ばれたカール5世はさらにイタリア戦争でフランソワ1世と戦い、これを勝ち抜く頃には帝位がハプスブルク家によって事実上世襲されることが明確となった。以後1806年に帝国が法的に消滅するまで、帝位はハプスブルク家によってほぼ独占された。

## 帝権の変遷

### カール大帝の戴冠とオットー大帝による帝権の復活
800年のカール大帝の戴冠により、フランク人の王権がカトリック教会と結びついた皇帝が出現した（フランク・ローマ皇帝）。しかしこの皇帝権は帝国（フランク王国）の分裂とともに実質的にはイタリア王権にまで縮小し、10世紀初頭には早くも消滅した。962年に東フランク（現在のドイツ）の王オットー1世がイタリア王を兼ねた上でローマ皇帝に戴冠し、東フランク（現在のドイツ）・イタリアに支配権を及ぼす皇帝権が復活した。皇帝は後にブルグント王をも兼ねた。この皇帝権はフランス王権に対して支配を及ぼすことはできなかったが、優位を保つことはできた。

### 三王朝時代
リウドルフィング朝ことザクセン朝（あるいは「オットー朝」）・ザーリアー朝・ホーエンシュタウフェン朝の時代に皇帝権は絶頂を迎え、この時代は「三王朝時代」と呼ばれ特筆されている。ザクセン朝では帝国イタリア（イタリア王国）に対する皇帝の支配権が確立され、東ローマ帝国に対して現在のドイツに君臨する西方のローマ皇帝権が制度として定着することが明確となった。

### 大空位時代
ホーエンシュタウフェン朝の断絶後、「大空位時代」の時期に帝国の直轄領および諸権利は著しく減少し、「大空位時代」直後のルドルフ1世も国王位の世襲に失敗したために、以後歴代の国王は主として自身の家門所領に頼ることとなる。したがってルドルフ1世以降の国王および皇帝は、王権あるいは帝権の強化より自身の家門勢力の拡大を政策目標とするようになり、「家門王権（Hausmachtkönigtum）」の時代が始まった。また大空位時代後には、フランス王権に対して優位を維持することはもはやできなくなっていた。

## 帝権と王権
中世においては、「皇帝（imperator, caesar, monarcha）」と「国王（rex）」の間には明確な区別が存在し、したがって「帝権（imperium）」と「王権（regnum）」の間にも基本的な相違が存在した。国王は1部族や複数部族単位の支配者に留まるが、皇帝は世界全体を治める者と考えられていた。行政文書の上でも国王統治年と皇帝統治年は、13世紀までは明確に使い分けられていた。また初期には立法権が皇帝の特権と考えられており、カロリング朝以前ゲルマン人の国王は基本的に立法行為をおこなっていない。カール大帝の「司法改革」も皇帝権を獲得することによって初めて可能であったと考えられる。

## 帝国宝物

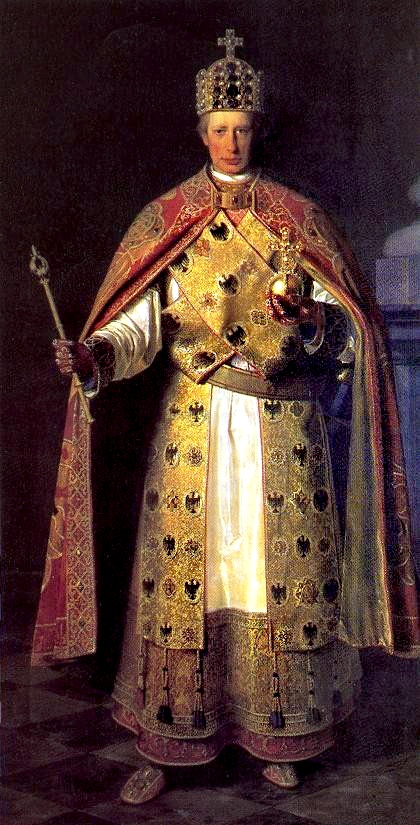
帝国宝物に身を包んだ最後の神聖ローマ皇帝フランツ2世

帝国宝物（ドイツ語: Reichskleinodien）とは、ローマ王（ドイツ王）の帝国支配を正当化する一群の宝物である。宝物は帝国権標（神聖ローマ皇帝冠、帝国宝珠、帝国剣、祝典剣、帝国十字架など）、戴冠式装束（鷲のダルマティカなどのダルマティカ、アルバ、ストラなど）、帝国聖遺物（聖槍、聖十字架の欠片、聖ヨハネの歯など）の三つに大別される。帝国宝物の所有が正統な国王の有力な根拠となるのは10世紀ごろであると考えられ、14世紀頃までにはいくつか追加も行われた。のちには帝国宝物は帝国と一体の物と考えられるようになり、単に「帝国」とも呼ばれた。アーヘン（のちにはフランクフルト・アム・マイン）でおこなわれる戴冠式でこれらの宝物が新しい国王に譲渡された。カール4世は帝国宝物保存のためプラハ郊外にカールシュタイン城を建設したが、1423年になってジギスムントは帝国宝物の管理をニュルンベルク市に委ねた。以降帝国宝物の大半はニュルンベルク市で保管され、アーヘンには聖ステファンのブルサ、カール大帝の剣などが保管されていた。ナポレオンがドイツに侵攻すると、帝国宝物はレーゲンスブルクを経てウィーンに移された。ナチス・ドイツ時代のアンシュルス（1938年）後には再びニュルンベルクに戻されたが、戦後になってウィーンに戻された。